# Кутумсук
Кутумсу́к (каз. Қутұмсық) — село у складі Осакаровського району Карагандинської області Казахстану. Входить до складу Ніязького сільського округу.
Населення — 60 осіб (2021; 146 у 2009, 0 у 1999, 365 у 1989).
Національний склад станом на 1989 рік:
- росіяни — 50 %.

Станом на 1989 рік село називалось Кутунжук.